# Freiherr

Oude Freiherrkroon

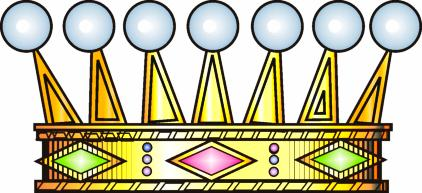
Algemene Baronskroon

Freiherr (afgekort Frhr.) is een Duitse adellijke titel. Freiherr komt in rangorde boven de Ritter (ridder) en onder de Graf (graaf). De titel komt overeen met die van de Belgische en Nederlandse baron (vrijheer). De titel wordt in Duitsland en Oostenrijk gevoerd.
Het vrouwelijke equivalent is Freifrau (afgekort Frfr.). Een ongehuwde dochter van een Freiherr is een Freiin.